# Stazione meteorologica di Pontedera
La stazione meteorologica di Pontedera è la stazione meteorologica di riferimento relativa alla città di Pontedera.

## Coordinate geografiche
La stazione meteorologica si trova nell'Italia centrale, in provincia di Pisa, nel comune di Pontedera, a 10 metri s.l.m. e alle coordinate geografiche 43°40′N 10°38′E .

## Dati climatologici 1961-1990
La media trentennale 1961-1990 indica una temperatura media del mese più freddo, gennaio, di +5,4 °C ed una temperatura media del mese più caldo, luglio, di +24,3 °C.
Le precipitazioni medie annue nel medesimo trentennio si attestano a 934,9 mm, con picco in autunno e minimo relativo in estate.
| PONTEDERA           | Mesi | Mesi | Mesi | Mesi | Mesi | Mesi | Mesi | Mesi | Mesi | Mesi  | Mesi  | Mesi | Stagioni | Stagioni | Stagioni | Stagioni | Anno  |
| PONTEDERA           | Gen  | Feb  | Mar  | Apr  | Mag  | Giu  | Lug  | Ago  | Set  | Ott   | Nov   | Dic  | Inv      | Pri      | Est      | Aut      | Anno  |
| ------------------- | ---- | ---- | ---- | ---- | ---- | ---- | ---- | ---- | ---- | ----- | ----- | ---- | -------- | -------- | -------- | -------- | ----- |
| T. max. media (°C)  | 8,2  | 9,8  | 13,3 | 17,7 | 22,2 | 26,1 | 29,1 | 28,3 | 24,0 | 18,4  | 13,1  | 9,5  | 9,2      | 17,7     | 27,8     | 18,5     | 18,3  |
| T. min. media (°C)  | 2,5  | 3,3  | 5,7  | 9,2  | 13,0 | 17,2 | 19,6 | 19,3 | 16,4 | 11,9  | 7,5   | 4,1  | 3,3      | 9,3      | 18,7     | 11,9     | 10,8  |
| Precipitazioni (mm) | 86,7 | 79,4 | 76,7 | 71,9 | 61,0 | 50,8 | 31,6 | 64,8 | 85,6 | 108,1 | 124,7 | 93,6 | 259,7    | 209,6    | 147,2    | 318,4    | 934,9 |